# Prisión de Zúrich
La Prisión de Zúrich (en alemán: Gefängnis Zürich) es una prisión en la ciudad de Zúrich, Suiza, situada en la Rotwandstrasse. La Gefängnis Zürich abrió sus puertas en 1916 y ha sido ampliada varias veces, la última en 1991 con el establecimiento de una instalación provisional con 34 camas en uno de los dos patios. Es la mayor cárcel del distrito del cantón de Zúrich y tiene una capacidad de 170 prisioneros (incluyendo una sala con 18 camas para mujeres presas) y 48 empleados (en 2009). Su director es Markus Epple. Se encuentra ubicada en las inmediaciones de 5 oficinas generales y 2 oficinas especializadas de abogados del distrito. La mayoría de los presos son detenidos preventivos, con sólo unos pocos presos que cumplen condenas allí.